# جايسن نيوستد
جايسن كورتِس نْيوسْتِد (بالإنجليزية: Jason Curtis Newsted)‏ عازف غيتار بايس أمريكي ولد يوم 4 مارس 1963 في باتل كريك في ميشيغان. اشتهر بعزفه ضمن فرقة الهيفي ميتال ميتاليكا التي انضم إليها منذ سنة 1986 بعد وفاة كليف بورتون حتى انفصاله عنها سنة 2001. واصل جايسن العمل على مشروعه إيكوبراين، وعزف إلى جانب أوزّي أوزبرن، وانضمّ إلى فرقة كنديّة تدعى فويفود. كما أسّس استوديو تسجيل وشركة إنتاج موسيقي اسمها تشوبهاوس ريكوردز. يستعمل نيوستد جايسونيك اسمًا مستعارًا.

## روابط خارجية
- جايسن نيوستد على موقع IMDb (الإنجليزية)
- جايسن نيوستد على موقع الموسوعة البريطانية (الإنجليزية)
- جايسن نيوستد على موقع ميوزك برينز (الإنجليزية)
- جايسن نيوستد على موقع رولينغ ستون (الإنجليزية)
- جايسن نيوستد على موقع إن إن دي بي (الإنجليزية)
- جايسن نيوستد على موقع أول ميوزيك (الإنجليزية)
- جايسن نيوستد على موقع ديسكوغز (الإنجليزية)
- جايسن نيوستد على موقع قاعدة بيانات الفيلم (الإنجليزية)